# Guerre ethnique
Une guerre ethnique est un conflit entre différentes ethnies. Les ethnies opposées peuvent habiter dans le même pays ou dans des pays différents.

## Dans l'histoire
La guerre ethnique la plus longue est celle qui sévit en Somalie depuis 1994 à nos jours entre les ethnies Darroodes et Ogadennes[réf. nécessaire]. À partir de 2003, la guerre du Darfour est l'occasion d'un conflit ethnique qui débouche sur un génocide sanglant[réf. nécessaire].
La guerre civile rwandaise (1990 - 1994) est parfois considérée comme « ethnique » mais l'assimilation des belligérants à des ethnies est aujourd'hui remise en cause.

## Notion idéologique
Cette notion a également été développée par Pierre Vial dans le cadre de son organisation Terre et Peuple ainsi que par Guillaume Faye dans ses essais. 